# Pyrenese boterbloem
De Pyrenese boterbloem (Ranunculus pyrenaeus) is een kruidachtige plant uit de ranonkelfamilie (Ranunculaceae). 

## Botanische beschrijving
Het blad is blauwachtig groen, onbehaard en ongetand. De bladeren zijn lint- of lancetvormig.
De plant bloeit van mei tot juli. De bloemen zijn alleenstaand of in groepjes van twee tot drie. De bloem is wit, radiaal symmetrisch en heeft vijf afgeronde kroonblaadjes en een witachtige kelk. De bloem heeft veel meeldraden.
De Pyrenese boterbloem draagt dopvruchten.

## Voorkomen
Het is een laagblijvende bergsoort die groeit op vochtige, kalkhoudende weiden in de Pyreneeën. Ze komen voor op hoogten van 1700-2800 m. 
In de Alpen wordt zijn plaats ingenomen door de wat grotere Ranunculus kuepferi (synoniem: Ranunculus pyrenaeus subsp. plantagineus).
... · 
R. acris (Scherpe boterbloem) · 
R. aquatilis (Fijne waterranonkel) · 
R. aquatilis var. aquatilis · 
R. aquatilis var. diffusus (Haarbladwaterranonkel) · 
R. arvensis (Akkerboterbloem) · 
R. auricomus (Gulden boterbloem) · 
R. baudotii (Zilte waterranonkel) · 
R. bulbosus (Knolboterbloem) · 
R. circinatus (Stijve waterranonkel) · 
R. flammula (Egelboterbloem) · 
R. fluitans (Vlottende waterranonkel) · 
R. glacialis (Gletsjerboterbloem) · 
R. gramineus (Grasbladige boterbloem) · 
R. hederaceus (Klimopwaterranonkel) · 
R. kuepferi · 
R. lingua (Grote boterbloem) · 
R. lyallii · 
R. ololeucos (Witte waterranonkel) · 
R. omiophyllus (Drijvende waterranonkel) · 
R. peltatus (Grote waterranonkel) · 
R. penicillatus (Penseelbladige waterranonkel) · 
R. platanifolius (Witte boterbloem) · 
R. polyanthemos · 
R. polyanthemos subsp. nemorosus (Bosboterbloem) · 
R. polyanthemos subsp. polyanthemoides (Kalkboterbloem) · 
R. pygmaeus (Dwergboterbloem) · 
R. pyrenaeus (Pyrenese boterbloem) · 
R. repens (Kruipende boterbloem) · 
R. sardous (Behaarde boterbloem) · 
R. sceleratus (Blaartrekkende boterbloem) · 
R. trichophyllus (Kleine waterranonkel) · 
R. thora (Gifboterbloem) · 
R. tripartitus (Driedelige waterranonkel) · 
...